# Marvin Orie

a Compétitions nationales et continentales officielles uniquement.

b Matchs officiels uniquement.
Dernière mise à jour le 16 juin 2025.
Marvin Orie, né le 15 février 1993 au Cap (Afrique du Sud), est un joueur international sud-africain de rugby à XV, évoluant principalement au poste de deuxième ligne.
Il remporte la Coupe du monde en 2023 avec l'Afrique du Sud.

## Carrière

### En club
Originaire du Cap, Marvin Orie est formé à l'académie locale de la Western Province, avec qui il joue jusqu'en 2010. Il rejoint par la suite les Blue Bulls à Pretoria où il termine sa formation. En 2013, il dispute la Varsity Cup (en) (championnat universitaire sud-africain), avec l'équipe des UP Tuks,.
Il commence sa carrière professionnelle avec les Blue Bulls en 2014 en Vodacom Cup, avant de jouer la Currie Cup l'année suivante. La même année, il est retenu dans l'effectif des Bulls pour disputer le Super Rugby. Il joue son premier match le 5 juillet 2014 contre les Stormers.
Durant l'année 2016, il est titulaire lors de la finale de la Currie Cup perdue 36 à 16 contre les Free State Cheetahs,.
En 2017, il décide de changer de franchise et rejoint les Lions en Super Rugby, et les Golden Lions en Currie Cup,. Il prend une part prépondérante dans le parcours de son équipe qui est finaliste du Super Rugby en 2017 et 2018,.
En octobre 2019, il signe un contrat court de trois mois avec la province galloise des Ospreys, qui évolue en Pro14, avant de rentrer jouer en Afrique du Sud avec Lions.
En 2021, il fait son retour avec sa province formatrice de la Western Province, et rejoint par la même occasion la franchise des Stormers. Avec les Stormers, il remporte l'United Rugby Championship en 2022. L'année suivante, en 2023, il est finaliste de la compétition face au Munster.
À partir de la saison 2023-2024, il rejoint la France et le club de l'USA Perpignan en Top 14.
En juin 2025, il est annoncé sur le départ au sein des Bulls pour la saison 2025-2026.

### En équipe nationale
Marvin Orie est sélectionné avec l'équipe d'Afrique du Sud des moins de 20 ans dans le cadre des championnats du monde juniors en 2012. Il est alors sacré champion du monde après la victoire de son équipe en finale contre la Nouvelle-Zélande, mais n'aura pas disputé le moindre match de la compétition, s'ayant vu préférer des joueurs comme Paul Willemse ou Pieter-Steph du Toit. Retenu à nouveau la saison suivante, il se blesse gravement à la jambe, ce qui l'empêche de disputer le championnat du monde junior 2013 avec sa sélection, dont il devait être le capitaine,.
Il est sélectionné pour la première fois avec les Springboks en mai 2018 par le sélectionneur Rassie Erasmus. Il obtient sa première cape internationale avec l'équipe d'Afrique du Sud le 2 juin 2018 à l’occasion d’un test-match contre l'équipe du pays de Galles à Washington DC.
En 2019, il n'est pas retenu dans le groupe de 31 joueurs pour disputer la Coupe du monde, lui étant préféré les plus expérimentés Lood de Jager, Eben Etzebeth, Franco Mostert et RG Snyman. 
Quatre ans plus tard, il est retenu dans le groupe de 33 joueurs pour disputer la Coupe du monde 2023 en France. Son équipe est sacrée championne du monde à l'issue de la finale remportée face aux All Blacks. D'un point de vue personnel, il ne dispute que deux matchs de la phase de poule, face à la Roumanie et aux Tonga.

## Palmarès

### En club
- Vainqueur de l'United Rugby Championship en 2022 avec les Stormers.
- Finaliste de l'United Rugby Championship en 2023 avec les Stormers.

### En équipe nationale
- Vainqueur du Rugby Championship 2019 avec l'Afrique du Sud.
- Vainqueur de la Coupe du monde en 2023 avec l'Afrique du Sud.

## Statistiques
Au 9 juillet 2024, Marvin Orie compte 16 capes avec l'équipe d'Afrique du Sud, dont 10 en tant que titulaire, depuis le 2 juin 2018 contre l'équipe du pays de Galles à Washington DC. 
Il participe au Rugby Championship, en 2019, 2021 et 2023.
Il participe également à la Coupe du monde en 2023.